# August Scherl
August Scherl, né le 24 juillet 1849 à Düsseldorf et décédé le 18 avril 1921 à Berlin, est un magnat allemand de la presse et de l'édition du début du XXe siècle.

## Biographie

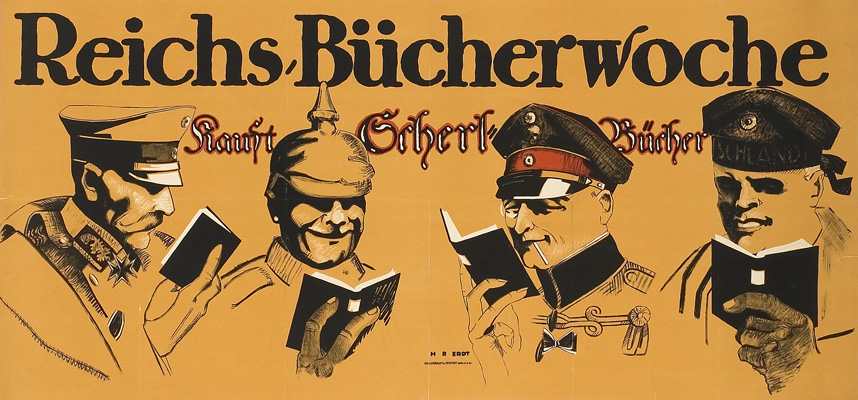
Semaine des livres de l'Empire - Acheter les livres de Scherl !, affiche de publicité par Hans Rudi Erdt, 1915-1916.

Jeune, Scherl a vécu avec ses parents dans Naunynstrasse, dans le quartier central de Berlin.
August Scherl a fondé un journal le 1er octobre 1883, qui a porté le nom, à partir de 1900, de Scherl Verlag. Il a été ensuite rédacteur en chef du Berliner Lokal-Anzeiger à partir du 3 novembre 1883, et de sa maison d'édition, puis a commencé la publication de l'hebdomadaire Die Woche (La Semaine) en 1899. En 1904, il a repris la publication du très populaire magazine Die Gartenlaube. Sa maison d'édition a le plus grand tirage de toute l'Allemagne à l'époque. Son groupe de presse comptait les journaux très populaires comme Berliner Lokal Anzeiger, Die Woche, et Die Gartenlaube.
Le secret de son succès est sa capacité à prendre des risques, la compréhension de l'économie, de la prospective, l'innovation et le refus de prendre quoi que ce soit sur la confiance.
Son empire de presse a été repris, en 1916, par Alfred Hugenberg, fondateur du Trust Hugenberg et plus tard par Max Amann (Franz-Eher-Verlag). 
Il est enterré au cimetière de Luisenstadt.